# 20面相におねがい!!
『20面相におねがい!!』（にじゅうめんそうにおねがい）は、CLAMPによる日本の漫画作品。『コミックGENKi』（角川書店）などで連載されていた。全2巻。ドラマCDにもなっている。

## あらすじ
2人のお母さんの依頼によって物を盗む怪人20面相。ある日、追っ手をかわすために入ったベランダで大川詠心と出会った。失恋したばかりの詠心は20面相の言葉で元気づけられ「次の恋の相手はあなたにする」と言う。

## 登場人物
担当声優はドラマCDのもの
伊集院玲（いじゅういん あきら）
声 - 山口勝平
本作の主人公で怪人20面相その人。CLAMP学園初等部3年、12月24日生まれの9歳。家事全般を行い、料理の腕はプロ級。優しい性格。CLAMP学園初等部学生会会計でもある。『CLAMP学園探偵団』『学園特警デュカリオン』にも登場。父親の顔も名前も知らない。
大川詠心（おおかわ うたこ）
声 - 本多知恵子
本作のヒロイン。CLAMP学園付属幼稚園月組、6歳、大川財閥総帥の次女。大人びた発言をする。『CLAMP学園探偵団』『学園特警デュカリオン』にも登場。
小林龍佑（こばやし りゅうすけ）
声 - 草尾毅
CLAMP学園高等部1年Z組、16歳。寿司屋『虎屋』の次男。警備員達を率いて20面相を追うがいつも逃げられる。
明智茂貴（あけち しげたか）
声 - 山寺宏一
CLAMP学園初等部保健医、25歳。玲の相談にのり助言をしてくれる。実は茂俊の弟。玲が20面相であることを知っている。
お母さんA/B
声 - 滝沢久美子（A）、横尾まり（B）
玲の母親。なぜ2人いるのかは謎。彼女らの「欲しいんですのー!」という言葉によって20面相の盗む物が決まる。
何かと玲を困らせがちだが、彼の誕生を「サンタさんがくれた一番のクリスマスプレゼント」と称する等、息子として大切に思っている。
詠心の先生
声 - Mr.Y （1枚目『SHINING　STAR』）
詠心の失恋相手で、彼女のクラス担任。キャストはある理由から選ばれたため、誰であるかは不明。
CLAMPの初期同人誌作品『SHoTEN』よりゲスト出演したインド人、ルドラ･シヴァ･マハーヴィーラ。
大川誠心（おおかわ まこ）
声 - 島本須美（2枚目『恋ほど素敵なミュージカルはない』）
大川財閥総帥の長女にして、詠心とは年子。妹同様大人びた発言が多い。やや毒を持った性格。名前は詠心と共に、大川七瀬の姪からとっている。『CLAMP学園探偵団』にも登場。
伊集院茂俊（いじゅういん しげとし）
玲の父親で、先代20面相。12月24日にはサンタクロースの扮装で登場。お母さんA/Bとも直接顔を合わせていない。

## スターシステム
本作は『CLAMP学園探偵団』、『学園特警デュカリオン』とのリンクの他、CLAMPの初期作品の登場キャラクターが通行人、名前だけの出演などを果たしている。
妹之山初子(いものやま はつこ)
CLAMP学園数学科教諭であり、玲の担任。何故か国語の授業でごんぎつねを扱っていた。初期同人誌作品『SHoTEN』よりゲスト出演。妹之山家の長女であり、CLAMP学園卒業後は同校の教師に就任する傍ら妹之山銀行を経営している。
鷹司靖子(たかし やすこ)
CLAMP学園幼等部星組の園児であり、幼等部学生会会計。梓夜凪砂と詠心の友達。元CLAMPのメンバー、伊庭竹緒の『東京物怪図録』からゲスト出演。国府津健一の姪で、4歳にしてコンピューターのエキスパートのやっこちゃん。
妹之山続(いものやま つづく)、佐々木圭司(ささき けいじ)
CLAMP学園大学部心理学部二回生と同医学部二回生。CLAMPかわらばん号外にて、圭司の手作り弁当に『I love つづくさん』と書かれていたことから血で血を洗う喧嘩が勃発したことが報道される。『SHoTEN』及び『COMBINATION』よりゲスト出演。
司郎冬風（しろう ふゆかぜ）
『破軍星戦記』の登場人物で、高等部新任数学教師。妖刀『村雨丸』を操るが、銃砲刀剣類所持等取締法（銃刀法）違反で逮捕された。
羽坂はるな(はねさか はるな)、阿部将一郎(あべ しょういちろう)
CLAMP学園高等部1年Z組の女子生徒と、高等部3年Z組の男子生徒。20面相逮捕に燃える小林龍佑に拍手を送る他、CLAMPかわらばん号外にてはるなが正門にぶつかり破壊、巻き添えを喰らい大怪我をした将一郎が責任を取ると公言したことが報道されている。CLAMPの初期未収録作品『天使のボディーガード』よりゲスト出演。

## 単行本
- ニュータイプ100%コレクション
  1. 1990年6月 ISBN 978-4048522427
  2. 1991年11月 ISBN 978-4048523127
- 角川コミックス・エース
  1. 2001年2月 ISBN 978-4047133945
  2. 2001年2月 ISBN 978-4047133952
- 愛蔵版

2012年3月3日 ISBN 978-4-04-120113-8

## ドラマCD
20面相におねがい!!〜SHINING STAR〜
20面相が捕まり、明智が裁判長、小林が検察官を務める法廷で裁かれる。本編は証言台に立った詠心の回想という形。
裁判シーンのガヤ入れには、レコーディング時に偶然居合わせたたてかべ和也が加わっている。
主題歌は「SHINING STAR 〜私だけの翔星（りゅうせい）〜」、エンディングは「DREAMING STAR 〜夢見る星座〜」
1990年6月21日 ASIN B00005GX2U ビクターエンタテインメント
20面相におねがい!!〜恋ほど素敵なミュージカルはない〜
20面相（玲）と詠心は心の食い違いがきっかけでケンカ。その後、「詠心のバースデーパーティーに行きたいから招待状を盗んで欲しい」と、お母さんコンビが玲に言い出して……。
ドラマパートの合間に、そのシーンに合わせたキャラクターソングが挿入されており、副題どおりミュージカル仕立てになっている。
主題歌は「恋ほど素敵なミュージカルはない」
1991年7月21日 ASIN B00005GWSO  ビクターエンタテインメント